# Escola de Chartres
L'Escola de Chartres és un corrent de la filosofia medieval desenvolupat als segles xi i xiii al voltant de Chartres. Va ser fundada per Fulbert (960-1028). Presenten influències de Plató (llegit per Agustí d'Hipona), Macrobi i Boeci. El seu pensament es pot resumir en els següents punts:
- l'U neopitagòric és en realitat Déu
- Plató prefigura en els seus dos mons la Terra i el Cel que proclama el cristianisme
- L'objectiu de tot filòsof és assolir el màxim saber, unint el trivium i el quadrivium
- Hi ha compatibilitat entre la filosofia grega i la religió
- Panteisme

Els pensadors pertanyents a aquesta escola són Bernard de Chartres, Fulbert de Chartres, Guillem de Conches, Joan de Salisbury, Bernard Silvestre, Thierry de Chartres, Gilbert de Poitiers, Yves de Chartres i Clarembald d'Arràs. Van destacar per l'impuls donat a l'educació, preparant el camí per a l'escolàstica.

## Caràcters generals
Com a característiques més importants de l'escola cal destacar-ne:
a) Platonisme. Ho rep a través de Sant Agustí d'Hipona, Boeci i de la lectura de les obres de Plató, especialment del Timeu. Aquest platonisme cristal·litza primerament en l'exemplarisme de l'Escola de Chartres: les idees exemplars estan en Déu, són Déu mateix, el qual fa les coses d'acord amb aquells models ideals; i encara més, Ell mateix és la forma essendi per la qual en la matèria llueixen les idees i perfeccions divines.
Dins d'aquest exemplarisme es mou la idea de la creació: aquesta doctrina platònica servia com a model d'explicació filosòfica de la doctrina cristiana, no només per les seves idees exemplars, modèliques, sinó per poder unir de manera anàloga la idea de Déu amb la del Bé i per haver posat una matèria informe, disposada a rebre l'empremta de les idees exemplars. Déu, així doncs, és concebut com Creador, Causa i Principi de cada realitat, Unitat de la qual deriva tota multiplicitat, i Ésser Immutable de qui brota tot ésser que canvia. També s'aplica el platonisme a la solució realista-exagerada que es dona al problema dels universals: les essències o espècies (se centren en elles més que en els gèneres) són realitats irreductibles entre si, que s'irradien i difonen en múltiples individus. Bo i estant, doncs, dividit el món en diversos estrats de tals espècies, els individus no tenen realitat, sinó en i per les essències-espècies. Els propis accidents participen de les seves corresponents espècies accidentals. Aquestes espècies, a més a més, són totalment immutables, atès que les fan unir amb l'aequalitas divina. Aquest realisme, no obstant això, es diferencia del de Guillem de Champeaux, per exemple, en el fet que ocupava un lloc central, com a problema base; a Chatres, en canvi, no és sinó una peça de tantes del sistema i, si es vol, una conseqüència d'ell.
b) Interès científic i humanístic. Seguint Aristòtil a través de Boeci, distingeixen tres graus d'éssers amb llurs corresponents nivells de ciència (d'acord amb els tres graus d'abstracció): Teologia, que inclou la forma pura, independent de la matèria i del moviment; Matemàtiques, que inclouen les formes extenses abstraient-les de les qualitats corpòries i de la matèria; i Física, que veu les formes corpòries universals abstretes dels seus singulars. Aquest conjunt s'incorpora al Trivi i Quadrivi, cultivats amb una cura especial pels filòsofs de Chartres. En les lletres, es considera preàmbul imprescindible l'estudi dels clàssics grecs i llatins, a qui imiten amb esma, tot preludiant l'amor per les lletres i l'elegància literària del Renaixement. En les ciències, es cultiven amb especial esment les matemàtiques, l'astronomia, la fisiologia i la medecina. Aristòtil té entre ells un gran prestigi, centrat sobretot en la Lògica: en aquell moment no només es coneix la Logica vetus, sinó que s'havia incorporat ja la Logica nova i sembla que és precisament Thierry de Chartres qui per primer cop en fa ús.
c) Relacions entre fe i raó. Aquest problema, tan crucial a tota l'edat mitjana, ve plantejat per Chartres en termes que pretenen entendre amb la raó el contingut de la fe: la veritat es troba en aquesta, de manera que la revelació és alhora el punt de partida i d'arribada per atènyer la veritat; ara bé, és deure del pensador aclarir-ne el contingut mitjançant el patrimoni científic i filosòfic de l'Antiguitat. Contribueixen d'aquesta manera a la creació del racionalisme cristià, si bé en tot moment fan professió de fe abans que de filòsofs.

## Els homes
Entre els principals representants d'aquesta escola cal destacar-ne:
- Bernard de Chartres. Magister Scholae, el principal representant, qui regí l'Escola de Chartres del 1119 al 1126. Compongué De expositione Porphirii, obra que es perdé. Només se'n coneix el seu pensament a través del Metalogicon de Joan de Salisbury. Dins de l'exemplarisme, concep la natura com animada d'una ànima regida per relacions numèriques (Plató); la matèria, creada per Déu de forma caòtica, rep unes formae nativae, fetes a imitació de les idees exemplars, i que essent, alhora, les essències universals, posen en ordre el caos material.

- Gilbert de Poitiers. Deixeble de Bernard, el succeí com a canceller de l'Escola de Chartres fins al 1141, any en què se n'anà a ensenyar a París. El 1142 fou nomenat bisbe de Poitiers. Sant Bernard l'acusà de quatre tesis que pel seu realisme exagerat alenaven contra la Santíssima Trinitat i de les quals se n'hagué de retractar.

Escrigué comentaris al De Trinitate i al De duabus naturis in Christo de Boeci, a l' Isagoge de Porfiri i a l'Organon d'Aristòtil; com a obra original: Liber sex principiorum. Hi estableix una estreta relació entre fe i raó, si bé en distingeix que, en teologia, la fe precedeix a la raó; en filosofia i ciències, a la inversa, tot i que la fe és sempre una òptima ajuda per filosofar. Estableix quatre graus d'ésser: Déu, idees exemplars (les quals estan en la ment divina), formes natives (a la manera de Bernard) i matèria (creada per Déu), origen de la individuació. L'universal s'obté mitjançant una gradual desmaterialització que duu fins a Déu mateix i a les idees exemplars. Fa una distinció en l'ordre de la substància que tingué una gran repercussió: substantia «est quod est sive subsistens» (són els cossos composts de matèria i forma, els individus); subsistència «est id quo est» (són les formes específiques, genèriques i individuals per les quals l'individu és). D'aquesta manera, en les criatures s'hi distingeix el «quod est» del «quo est», mentre que en Déu el «quod est» (Déu) i el «quo est» (Divinitas) s'identifiquen: Déu és subsistència pura.
- Thierry de Chartres. Germà de Bernard, succeí Gilbert com a canceller de l'Escola de Chartres fins al 1155. Intervingué al Concili de Reims, en què s'acusà i condemnà Gilbert i Abelard. Foren deixebles seus Hermann el Dàlmata i Joan de Salisbury. És un dels més representatius de Chartres, havent-se interessat particularment per les ciències naturals, matemàtiques i medecina. Escrigué l'Heptateuchon, resum, potser el més complet, de les arts liberals; Hexaemeron o De sex dierum operibus, en què interpreta la creació del Gènesi a la llum de Plató a través de Calcidi; Librum hunc, que és un comentari al De Trinitate de Boeci. Seguint Plató, Calcidi, Boeci i Sant Agustí d'Hipona, i fent intervenir-hi alguns elements pitagòrics i aristotèlics, concep el món i les seves relacions amb Déu en termes exemplaristes i numèrics. La creació té causa i material (la matèria, pura potència, creada pel Pare), causa formal (la forma universal del món feta per l'Esperit Sant) i les formes natives o essències-reals-universals (creades pel Fill), causa eficient (Déu Pare, que crea la matèria del no-res) i causa final (la Bondat Divina, que es fa particular en tots els éssers). A Thierry de Chartres li agradaven fórmules que el feien sospitós de panteisme: «divinitas singulis rebus forma essendi est», etc. Hauréau i Clerval dedueixen, sens dubtar, el seu panteisme; Wulf, en canvi, no: Thierry de Chartres fa clara distinció entre l'essència de Déu i la de les criatures, com diferents, però es mou dins del plànol de l'essència, a la manera platònica i, per tant, la forma essendi de Déu respecte de les criatures no és de tipus existencial, sinó de semblança o exemplarisme essencial.

- Guillem de Conches. Deixeble de Bernard de Chartres, ensenyà a París. Fou especialment eminent en gramàtica i en el Quadrivi. En filosofia i teologia fou platònic. Però havent-se'l atacat en algunes doctrines sobre la Trinitat, decidí dedicar-se a les ciències, en les quals reclama l'autonomia de la raó davant l'autoritat. Escrigué comentaris al Timeu i al De consolatione philosophiae, de Boeci; De Philosophia mundi, que és una gran enciclopèdia científica; Dragmaticon Philosophiae; Moralium dogma philosophorum. Defineix la filosofia com la vertadera comprensió, tant de les coses que són i es veuen, com de les que són, però no es veuen; la filosofia, doncs, ho abasta tot mitjançant els sentits, la raó i la intel·ligència. Divideix el món, seguint Plató i Calcidi, en invisible (Déu, ànima del món i dimonis) i visible o sensible, concebut a manera d'ou en què els quatre elements ocupen llur lloc i funció, d'acord amb sis causes (material, formal, eficient, final, espai i temps). Les formes (imatges de les idees) sobrevenen als quatre elements per formar els cossos. Els quatre elements són agrupacions d'àtoms creats per Déu.

- Clarembald d'Arràs. Deixeble de Thierry, per qui professà una gran veneració, escrigué un comentari al De Trinitate de Boeci. Pensa que hi ha una autèntica unió intrínseca entre teologia i filosofia, de manera que fer-ne una equival a realitzar-ne l'altra. Segueix dins de l'exemplarisme de l'Escola de Chartres, concebent l'escala dels éssers, en descens degradant des de Déu fins a la matèria, amb la corresponent successió de formes, no en sentit aristotèlic, sinó platònic. No li és prou com a principi d'individuació la matèria: són necessàries les modificacions accidentals, de manera que tots els individus humans són substancialment un mateix, però accidentalment diversos entre si.

- Bernard Silvestre. Guarda una estreta relació amb l'Escola, i alguns l'han volgut identificar amb Bernard de Chartres, canceller de Chartres (1156). Entre el 1145 i el 1153 compongué De mundi universitate, sive Megacosmus et Microcosmus. Mescla en aquest llibre el Gènesi, Plató, Plini, Calcidi, Macrobi, etc, amb una sèrie d'elements pagans, mítics i cristians. I tot això en un estil rebuscat, obscur i confús. Per això les interpretacions que s'han donat d'ell són molt diverses: panteista (Clerval), mitòleg (Barach-Wrobel), paganisme relacionat amb el Cristianisme (Thorndike), expositor del Gènesi a la llum i en el marc de Plató i Calcidi (Gilson), monista (Wulf), etc. Per a Bernard Silvestre hi ha dos mons, a l'estil platònic, però dotat cadascun d'una Trinitat: la Trinitat supercòsmica (el Pare o Tugaton, el Fill o Nous i l'Esperit Sant) i la Trinitat còsmica (l'Entelèquia o ànima del món, la Natura i la Imarmene, o llei necessària que regeix la producció i successió de les coses). La creació, doncs, no la realitza Déu directament, sinó a través del Nous, de l'ànima del món i de la Natura. L'home és compendi de tot i està fet dels quatre elements (el cos) i de la resta de l'ànima del món (ànima).

- Joan de Salisbury. Fou deixeble de Gilbert de Poitiers, Guillem de Conches i Abelard, essent després bisbe de Chartres el 1176. Les seves obres principals són Metalogicon, Policraticus sive de nugis curialium et vestigus philosophorum, Estheticus. Per a Joan de Salisbury, no són convincents ni el dogmatisme absolut ni l'escepticisme radical. Per això s'inclou en la línia de Ciceró, arribant a una bella harmonia de raó i fe, certesa i escepticisme, teoria i pràctica, presentada a més en un estil elegant, pulcre, elevat. Són poques les coses de què se'n pot tenir certesa absoluta i cal investigar en ells pels sentits, raó i intel·ligència. On no hi hagi total certesa, cal un assentiment probable. Per això, mentre que la lògica és un instrument necessari per pensar, la vida moral i l'amor de Déu formen part integrant de filosofar.